# Христо Павлов
Христо Димитров Павлов е български юрист, председател на ВКС на България (1896-1907).

## Биография
Завършва право в Новорусийския университет в Одеса. Председател на Пловдивския и на Софийския апелативен съд, народен представител в V велико народно събрание, сътрудник в юридическата периодика. Председател на Върховния касационен съд на България от 1896 до 1907 г.